# Résolution 1746 du Conseil de sécurité des Nations unies
Membres permanents
- Chine
- États-Unis
- France
- Royaume-Uni
- Russie

Membres non permanents
- Afrique du Sud
- Belgique
- Congo
- Ghana
- Indonésie
- Italie
- Panama
- Pérou
- Qatar
- Slovaquie

Résolution no 1745 Résolution no 1747
La résolution 1746 du Conseil de sécurité des Nations unies fut adoptée à l'unanimité le 23 mars 2007. Après avoir réaffirmé toutes les résolutions sur la situation en Afghanistan, y compris les résolutions 1659 (en) (de 2006) et 1662 (de 2006), le Conseil a prorogé le mandat de la Mission d'assistance des Nations unies en Afghanistan (MANUA) pour une période supplémentaire de douze mois, jusqu'au 23 mars 2008.

## Résolution

### Observations
Le préambule de la résolution 1746 a réaffirmé l'attachement du Conseil de sécurité à la souveraineté, à l'intégrité territoriale, à l'indépendance et à l'unité de l'Afghanistan, et a offert son soutien à la mise en œuvre du « Pacte pour l'Afghanistan » et de la stratégie de développement national de l'Afghanistan.
Dans le même temps, la résolution reconnaissait la nature interdépendante des problèmes en Afghanistan et soulignait les progrès en matière de sécurité, de gouvernance et de développement. Le Conseil a également rappelé l'importance de lutter contre les stupéfiants et les menaces terroristes posées par les talibans, Al-Qaïda et d'autres groupes.
Il a également réaffirmé le rôle de l'ONU en Afghanistan, en particulier les synergies entre les objectifs de la MANUA et de la Force internationale d'assistance et de sécurité (FIAS), en plus de son soutien à la Déclaration de Kaboul de 2002 sur les relations de bon voisinage.

### Contenu
Le Conseil de sécurité a renouvelé le mandat de la MANUA pour une période supplémentaire de douze mois à compter de la date d’adoption de la résolution actuelle. La MANUA a été chargée de promouvoir un « engagement international plus cohérent » en appui de l'Afghanistan, tandis que son expansion dans les provinces a été bien accueillie. Les autorités afghanes et la communauté internationale ont été instamment priées d’appliquer pleinement le « Pacte pour l’Afghanistan » et de respecter les critères.
La résolution se félicitait des progrès accomplis dans le programme de désarmement, de démobilisation et de réintégration, et des nouvelles stratégies relatives à la réforme de la justice et au contrôle des drogues en rapport avec l'opium. Les parties afghanes devaient s'engager dans un dialogue politique inclusif et lutter contre la corruption.
Le Conseil de sécurité a appelé au respect des droits de l'homme et du droit international humanitaire dans tout l'Afghanistan, appelant la MANUA et le Haut Commissariat des Nations unies pour les réfugiés (HCR) à aider à la mise en œuvre des aspects relatifs aux droits de l'homme de la constitution afghane.
En outre, l'Afghanistan a été invité à coopérer avec la MANUA au cours de son mandat en garantissant sa sécurité et sa liberté de mouvement. La FIAS, y compris l’opération Enduring Freedom, a été invitée à faire face à la menace de terrorisme et d’extrémisme posée par Al-Qaida, les talibans et d’autres groupes dans le pays. Dans le même temps, la promotion de mesures de confiance a été instamment demandée entre l'Afghanistan et les pays voisins.
Enfin, le secrétaire général Kofi Annan a été chargé de faire un rapport tous les six mois sur la situation en Afghanistan.